# Samantha Steenwijk
Samantha Steenwijk (Voorburg, 12 april 1986) is een Nederlandse zangeres. Bij het grote publiek werd ze bekend door haar deelnames aan Bloed, zweet & tranen (2013) en The Voice of Holland (2017-2018).

## Biografie
Steenwijk groeide op in Rijswijk en behaalde haar havo-diploma aan het Interconfessioneel Makeblijde College. Op 16-jarige leeftijd deed ze mee aan een talentenjacht, waar haar moeder haar voor had opgegeven. Door haar overwinning besloot ze het te proberen als zangeres. Overdag werkte Steenwijk in een vishandel, 's avonds trok ze vijf jaar lang langs de Haagse cafés om op te treden.

## Carrière
Haar eerste single, Kom ga mee met mij (1 oktober 2009), werd geproduceerd in de Fendal Sound Studio's. Enkele jaren later verscheen, onder het producersduo Fluitsma & Van Tijn, de single Altijd, altijd (14 oktober 2013). In het jaar dat volgde verschenen de singles Hou toch van mij (14 maart 2014) en Lieveling, wat hou ik van jou (31 oktober 2014). De laatstgenoemde single behaalde de eerste plek in de Nederlandse Top 20 van de TROS.
Voor de dagelijkse middagshow van Rob Stenders op NPO Radio 2 schreef Steenwijk in januari 2016 de jingle, afgeleid van haar single Proost op het leven (15 mei 2015).
In 2017 stond Steenwijk als gastartiest op het podium tijdens de Halftime Show van Toppers in Concert in de Amsterdam ArenA. In datzelfde jaar zong ze voor het eerst tijdens het Muziekfeest Van Het Jaar in de Ziggo Dome het nummer They Don't Play Our Lovesong Anymore, een duet met Anita Meyer.
In 2018, 2019, 2020, 2021, 2022 en 2023 stond Steenwijk op het podium tijdens Holland Zingt Hazes in de Ziggo Dome.
Op 8 maart 2019 bracht Steenwijk een duet uit samen met René Froger, Liefde voor altijd getiteld. Een paar dagen na het verschijnen ervan behaalde de single de nummer 1-positie in de Nederlandse iTunes Chart. De opbrengst van het nummer ging naar de stichting 'Het Vergeten Kind'.
Eind 2019 nam Steenwijk onder andere samen met Chantal Janzen de single Ik ben een kerstbal op. De opbrengst werd gedoneerd aan het Maxima Medisch Centrum.

### Bloed, zweet & tranen
Steenwijk haalde in 2013 de finale van SBS6-talentenjacht Bloed, zweet & tranen. Gerard Joling en Roxeanne Hazes waren haar coaches. Jason Bouman won de show, Steenwijk eindigde als derde. Tijdens het programma nam ze het nummer Zonder jou (31 mei 2013) op. De single werd geproduceerd door Eric van Tijn en geschreven door Han Kooreneef, en bereikte de achtste plek in de Nederlandse Top 100.

### The Voice of Holland
In 2017 deed Steenwijk mee aan het achtste seizoen van het RTL 4-programma The Voice of Holland. Tijdens de blind audition draaiden alle coaches voor haar om en koos ze voor Anouk. Bij de battles viel Steenwijk af maar werd ze gestolen door Miss Montreal en was zij vanaf dan haar nieuwe coach. Twee dagen na de uitzending behaalde Steenwijks auditienummer Ik leef mijn eigen leven de nummer 1-positie in de Nederlandse iTunes Charts. Uiteindelijk behaalde Steenwijk de finale en eindigde ze op de tweede plaats. Opmerkelijk was dat ook de andere twee finalisten afkomstig waren van Team Anouk, onder wie Nienke waarvan Steenwijk eerder de battle verloor. De show werd gewonnen door Jim van der Zee. Haar finale single Geef Je Weer Aan Mij werd wederom geschreven door Han Kooreneef.

### Beste Zangers
Steenwijk was van augustus tot en met oktober 2019 te zien in het AVROTROS-zangprogramma Beste Zangers. De nummers die zij zong waren Het geeft niet - Mi Manchi (aflevering 1), Zonder jou (aflevering 3), Ik ben altijd dicht bij jou (aflevering 4), Dat ik op je wacht (aflevering 5), Geloof in jezelf (aflevering 6), Just The Way I Do (aflevering 7), Cose Della Vita (aflevering 8, een duet met Tim Akkerman) en No Me Ames (aflevering 8, een duet met Rolf Sanchez). Tijdens aflevering 2, dat in het teken stond van Steenwijks leven en carrière, bracht Floor Jansen het nummer Mama ten gehore, Emma Heesters het nummer Liefde Voor Altijd, en Ruben Annink het nummer Ga maar door, alle originele nummers van Steenwijk.
In 2020 werd zij genomineerd voor een Gouden Televizierring met haar deelname aan het programma Beste Zangers.

### Overig
In dezelfde periode als Beste Zangers was Steenwijk te zien als deelneemster van het RTL 4-dansprogramma Dancing with the Stars. Ondanks dat haar grote teen uit de kom raakte, wist ze samen met haar danspartner Marcus van Teijlingen de show te winnen.
In 2018 deed ze mee aan het RTL 4-programma Een goed stel hersens. In 2020 deed zij mee aan het tweede seizoen van het RTL 4-programma The Masked Singer. In de halve finale moest zij afscheid nemen als de Kameleon. Begin 2021 deed Steenwijk mee aan het eerste seizoen van het RTL 4-programma De Verraders. Uiteindelijk wist ze samen met Chatilla van Grinsven het spel te winnen. Tevens werd zij een vast gezicht van RTL Boulevard.
In 2021 was Steenwijk te zien als vast jurylid van het programma K2 zoekt K3, dat in Nederland en België werd uitgezonden.
In 2022 was Steenwijk regelmatig te zien als panellid in het televisieprogramma Secret Duets en was zij vast jurylid in het programma De Hollandse Nieuwe op SBS6.

## Prijzen
In 2013 werd Steenwijk voor de BUMA NL Awards genomineerd in de categorieën 'Grootste talent' en 'Beste zangeres'. Het volgende jaar werd zij tevens genomineerd voor de titel 'Beste zangeres'. In 2015 werd Lieveling, wat hou ik van jou genomineerd voor 'Beste single'. In 2019 ontving Steenwijk de BUMA NL Digitale Fan Impact Award.
In 2016, 2018 en 2019 wist Steenwijk de Koos Alberts Award in de categorie 'Populairste zangeres' te winnen.
In 2020 werd zij genomineerd voor een Gouden Televizierring met haar deelname aan het programma Beste Zangers.
In 2022 is zij genomineerd voor een Edison Pop prijs in de categorie 'Hollands'.

## Privéleven
Steenwijk is sinds 30 augustus 2013 getrouwd. Het huwelijk tussen Steenwijk en haar vrouw werd voltrokken door zangeres en buitengewoon ambtenaar van de burgerlijke stand Imca Marina.

## Discografie

### Singles
| Single met eventuele hitnotering(en) in de Nederlandse Top 40 | Datum van verschijnen | Datum van binnenkomst | Hoogste positie | Aantal weken | Opmerkingen                                                                                    |
| ------------------------------------------------------------- | --------------------- | --------------------- | --------------- | ------------ | ---------------------------------------------------------------------------------------------- |
| Kom ga mee met mij                                            | 01-10-2009            | -                     | -               | -            |                                                                                                |
| Wat ik voel                                                   | 07-10-2011            | -                     | -               | -            |                                                                                                |
| Leef                                                          | 16-05-2012            | -                     | -               | -            |                                                                                                |
| Mierzoete verleiding                                          | 24-10-2012            | -                     | -               | -            |                                                                                                |
| Zonder jou                                                    | 31-05-2013            | -                     | -               | -            | Nr. 11 Mega Top 100 & Nr. 22 iTunes Top 200                                                    |
| Altijd, altijd                                                | 14-10-2013            | -                     | -               | -            |                                                                                                |
| Hou toch van mij                                              | 14-03-2014            | -                     | -               | -            | Nr. 59 Mega Top 100                                                                            |
| Islands In The Stream                                         | 25-04-2014            | -                     | -               | -            | met Dennie Christian                                                                           |
| Lieveling, wat hou ik van jou                                 | 31-10-2014            | -                     | -               | -            | Nr. 53 Mega Top 100 & Nr. 15 iTunes Top 200                                                    |
| Proost op het leven                                           | 15-05-2015            | -                     | -               | -            |                                                                                                |
| Rood of groen                                                 | 11-11-2015            | -                     | -               | -            | Nr. 82 iTunes Top 200                                                                          |
| Het leven is zo mooi                                          | 18-04-2016            | -                     | -               | -            |                                                                                                |
| Een vrolijke kerst                                            | 12-08-2016            | -                     | -               | -            | Met Gelegenheidsformatie                                                                       |
| Het mooiste kerstfeest                                        | 24-11-2016            | -                     | -               | -            | Nr. 77 iTunes Top 200                                                                          |
| Als je morgen bij me blijft                                   | 12-04-2017            | -                     | -               | -            | Nr. 47 iTunes Top 200                                                                          |
| Ga maar door                                                  | 12-10-2017            | -                     | -               | -            | Nr. 26 iTunes Top 200                                                                          |
| Ik leef mijn eigen leven                                      | 27-10-2017            | -                     | -               | -            | Nr. 1 iTunes Top 200                                                                           |
| Altijd (Always)                                               | 26-01-2018            | -                     | -               | -            | Nr. 60 iTunes Top 200                                                                          |
| Papa                                                          | 02-02-2018            | -                     | -               | -            | Nr. 24 iTunes Top 200                                                                          |
| Wat zou je doen                                               | 09-02-2018            | -                     | -               | -            | Nr. 70 iTunes Top 200                                                                          |
| Ik kan echt zonder jou                                        | 09-02-2018            | -                     | -               | -            | Nr. 50 iTunes Top 200                                                                          |
| Geef je weer aan mij                                          | 16-02-2018            | -                     | -               | -            | Nr. 4 iTunes Top 200                                                                           |
| Mama                                                          | 29-11-2018            | -                     | -               | -            | Nr. 2 iTunes Top 200                                                                           |
| Liefde voor altijd                                            | 08-03-2019            | -                     | -               | -            | Nr. 1 iTunes Top 100 met René Froger                                                           |
| Het geeft niet - Mi Manchi                                    | 24-08-2019            | -                     | -               | -            | Nr. 6 iTunes Top 200                                                                           |
| Zonder jou                                                    | 07-09-2019            | -                     | -               | -            | Nr. 3 iTunes Top 200                                                                           |
| Ik ben altijd dicht bij jou                                   | 14-09-2019            | -                     | -               | -            | Nr. 4 iTunes Top 200                                                                           |
| Dat ik op je wacht                                            | 21-09-2019            | -                     | -               | -            | Nr. 12 iTunes Top 200                                                                          |
| Geloof in jezelf                                              | 28-09-2019            | -                     | -               | -            | Nr. 7 iTunes Top 200                                                                           |
| Just The Way I Do                                             | 05-10-2019            | -                     | -               | -            | Nr. 7 iTunes Top 200                                                                           |
| Cose Della Vita                                               | 12-10-2019            | -                     | -               | -            | Nr. 22 iTunes Top 200 met Tim Akkerman                                                         |
| No Me Ames                                                    | 12-10-2019            | -                     | -               | -            | Nr. 5 iTunes Top 200 met Rolf Sanchez                                                          |
| Ik ben een kerstbal                                           | 06-12-2019            | -                     | -               | -            | Nr. 2 iTunes Top 200 met Chantal Janzen & de kerstballen t.b.v. Maxima Medisch Centrum         |
| Vlees en Bloed                                                | 15-01-2021            | -                     | -               | -            | Nr. 6 iTunes Top 200                                                                           |
| In Onze Wereld                                                | 25-03-2021            | -                     | -               | -            | Nr. 3 iTunes Top 200                                                                           |
| Vrede                                                         | 30-04-2021            | -                     | -               | -            | Nr. 9 iTunes Top 200                                                                           |
| Overdrive                                                     | 13-08-2021            | -                     | -               | -            | Nr. 6 iTunes Top 200, duet met Sjaak                                                           |
| Een keer                                                      | 20-08-2021            | -                     | -               | -            | Nr. 2 iTunes Top 200, duet met Tino Martin                                                     |
| Het Is Klaar                                                  | 05-11-2021            | -                     | -               | -            | Nr. 6 iTunes Top 200                                                                           |
| Ik ben onderweg                                               | 09-12-2021            | -                     | -               | -            | Nr. 4 iTunes Top 200                                                                           |
| Smile                                                         | 14-12-2021            | -                     | -               | -            | Nr. 2 iTunes Top 200, i.s.m. The Voice Of Holland t.b.v. Project Glimlach                      |
| Droomland                                                     | 12-03-2022            | -                     | -               | -            | Nr. 8 iTunes Top 200, release vanuit het programma 'Hazes is de Basis', duet met Elske De Wall |
| Als je alles weet                                             | 12-03-2022            | -                     | -               | -            | Nr. 4 iTunes Top 200, release vanuit het programma 'Hazes is de Basis'                         |
| Als de liefde dan geen zin meer heeft                         | 05-08-2022            | -                     | -               | -            | Nr. 2 iTunes Top 200, release vanuit het programma 'I Want Your Song'                          |
| Breek m'n hart                                                | 24-02-2023            | -                     | -               | -            | Nr. 6 iTunes Top 200                                                                           |
| Alleen maar liefde                                            | 02-06-2023            | -                     | -               | -            | Nr. 12 iTunes Top 200                                                                          |
| Het kan maar zo                                               | 15-09-2023            | -                     | -               | -            |                                                                                                |

## Concerten
| Datum                           | Productie                                 |
| ------------------------------- | ----------------------------------------- |
| 26 en 27 mei 2017               | Toppers in Concert in de Arena            |
| 8 december 2017                 | Muziekfeest van het Jaar in de Ziggo Dome |
| 14, 15, 20 en 21 april 2018     | Holland zingt Hazes in de Ziggo Dome      |
| 7 december 2018                 | Muziekfeest van het Jaar in de Ziggo Dome |
| 15, 16, 22 en 23 maart 2019     | Holland zingt Hazes in de Ziggo Dome      |
| 14 en 16 december 2019          | Muziekfeest van het Jaar in de Ziggo Dome |
| 6, 7, 8, 13 en 14 maart 2020    | Holland zingt Hazes in de Ziggo Dome      |
| 27 februari 2021                | Een rondje Hazes in het Concertgebouw     |
| 5 en 6 november 2021            | Holland zingt Hazes in de Ziggo Dome      |
| 11, 12, 13, 18 en 19 maart 2022 | Holland zingt Hazes in de Ziggo Dome      |
| 10, 11, 17 en 18 maart 2023     | Holland zingt Hazes in de Ziggo Dome      |

## Theater
| Jaar | Productie                         | Rol                      |
| ---- | --------------------------------- | ------------------------ |
| 2018 | 60 jaar Peter Koelewijn           | Parktheater Eindhoven    |
| 2019 | René Froger Favourites In concert | Koninklijk Theater Carré |

## Televisie
| Televisie | Televisie                                | Televisie                                                                        |
| Jaar      | Productie                                | Opmerkingen                                                                      |
| --------- | ---------------------------------------- | -------------------------------------------------------------------------------- |
| 2012      | Bloed, zweet & tranen                    | Eindigde als 3e                                                                  |
| 2017      | The voice of Holland                     | Eindigde als 2e in het 8e seizoen                                                |
| 2018      | It Takes 2                               | Zingt een duet met Marieke Elsinga                                               |
| 2018      | Eigen huis en tuin                       |                                                                                  |
| 2018      | Naar bed met Irene                       | Uitzending Gerard Joling                                                         |
| 2018      | The Big Music Quiz                       | Winnaar                                                                          |
| 2018      | Professor Nicolai en Dr. Beckand         |                                                                                  |
| 2018      | De Nederlandse Muziektest                | Mystery Guest                                                                    |
| 2018      | Een goed stel hersens                    | Vormt een team met haar vrouw Daisy                                              |
| 2018      | De LijfShow                              | Vormt een team met Tino Martin                                                   |
| 2019      | De Dag Van Je Leven                      |                                                                                  |
| 2019      | Thank You For The Music                  | Vormt een team met Sanne Hans                                                    |
| 2019      | Ondertussen In Nederland                 | Teamcaptain                                                                      |
| 2019      | Beste Zangers                            | Seizoen 12                                                                       |
| 2019      | Dancing with the Stars                   | Seizoen 5 (winnares)                                                             |
| 2019      | Het mooiste liedje                       | Zong Bloed, Zweet en Tranen solo en Zonder Jou als duet met Jeroen Van Der Boom  |
| 2019      | Van der Vorst ziet sterren               |                                                                                  |
| 2020      | Experimensen                             |                                                                                  |
| 2020      | Weet ik veel                             | Werd 2e                                                                          |
| 2020      | Hoge Bomen                               | Als zangeres in de Martien Meiland special                                       |
| 2020      | Geubels en de Hollanders                 |                                                                                  |
| 2020      | Doorbakken                               |                                                                                  |
| 2020      | Ik weet er alles van! VIPS               | Specialisme; Formule 1                                                           |
| 2020      | Ik hou van Holland                       |                                                                                  |
| 2020      | De S.P.E.L.show                          | Winnares                                                                         |
| 2020      | Op Jacht Naar de Kroon                   | Zangeres                                                                         |
| 2020      | I Can See Your Voice                     | Vast panel lid                                                                   |
| 2020      | The Masked Singer                        | Als Kameleon, strand in halve finale                                             |
| 2020      | De Nationale Kerstavond                  |                                                                                  |
| 2021      | Pole Position                            | Vormt een team met Robert Doornbos                                               |
| 2021      | Deze quiz is voor jou                    | Wint € 43.000 voor het goede doel                                                |
| 2021      | RTL Exclusief                            | Vormt een team met Gerard Joling                                                 |
| 2021      | Showcolade                               | Vormt een team met Remco Veldhuis en Roue Verveer                                |
| 2021      | De Verraders                             | Begint als Getrouwe, wordt later Verrader (wint samen met Chatilla van Grinsven) |
| 2021      | Onmogelijke duetten                      | Zingt Help! in duet met Tina Turner                                              |
| 2021      | Radio 10 Songfestival Quiz               | Vormt een team met Linda Wagemakers                                              |
| 2021      | De Beste liedjes van het songfestival    | Vertolkt De eerste keer met Jeroen van der Boom en Ik wil alles met je delen     |
| 2021      | Beat me                                  | Jurylid                                                                          |
| 2021      | The Wheel                                | Specialisme: Paarden                                                             |
| 2021      | Oh, wat een jaar!                        | Team Carlo                                                                       |
| 2021      | Spaanders                                |                                                                                  |
| 2021      | K2 zoekt K3                              | Vast jurylid                                                                     |
| 2022      | Secret Duets                             | Panellid                                                                         |
| 2022      | Code van Coppens: De wraak van de Belgen | Deelnemers-duo met Chatilla van Grinsven                                         |
| 2022      | I Want Your Song                         |                                                                                  |
| 2022      | De Hollandse Nieuwe                      | Jurylid samen met René Froger en Danny de Munk                                   |
| 2023      | Secret Duets                             | Panellid                                                                         |
| 2023      | The Big Bang                             | Deelnemers-duo met Chatilla van Grinsven                                         |
| 2023      | DNA Singers                              | Als bekend familielid van nichtje Ché                                            |
| 2023      | Ranking the Talent                       | Als gastjurylid samen met Tino Martin                                            |
| 2023      | Top 4000 Muziekquiz                      | Deelnemers-duo met Danny de Munk                                                 |
| 2024      | Ik hou van Holland                       |                                                                                  |
| 2024      | Secret Duets                             | Panellid                                                                         |
| 2024      | Marble Mania                             | Tegen Mart Hoogkamer en Marco Schuitmaker                                        |
| 2025      | Het Holland Huis                         | Gastartiest                                                                      |
| 2025      | De kwis met ballen VIPS                  | Deelneemster                                                                     |
| 2025      | That's my jam                            | Deelnemers-duo met Edson da Graça                                                |